# Tetralycosa
Tetralycosa es un género de arañas araneomorfas de la familia Lycosidae. Se encuentra en Australia.

## Lista de especies
Según The World Spider Catalog 12.0:
- Tetralycosa alteripa (McKay, 1976)
- Tetralycosa arabanae Framenau, Gotch & Austin, 2006
- Tetralycosa eyrei (Hickman, 1944)
- Tetralycosa oraria (L. Koch, 1876)